# Drahte Kogel
Drahte Kogel är ett berg i Österrike.   Det ligger i distriktet Bruck-Mürzzuschlag och förbundslandet Steiermark, i den östra delen av landet, 80 km sydväst om huvudstaden Wien. Toppen på Drahte Kogel är 1 062 meter över havet.
Terrängen runt Drahte Kogel är kuperad åt nordväst, men åt sydost är den bergig. Närmaste större samhälle är Mürzzuschlag, 4,5 km sydväst om Drahte Kogel. 
I omgivningarna runt Drahte Kogel växer i huvudsak barrskog. Runt Drahte Kogel är det ganska tätbefolkat, med 65 invånare per kvadratkilometer.